# Alfred Lichtenstein

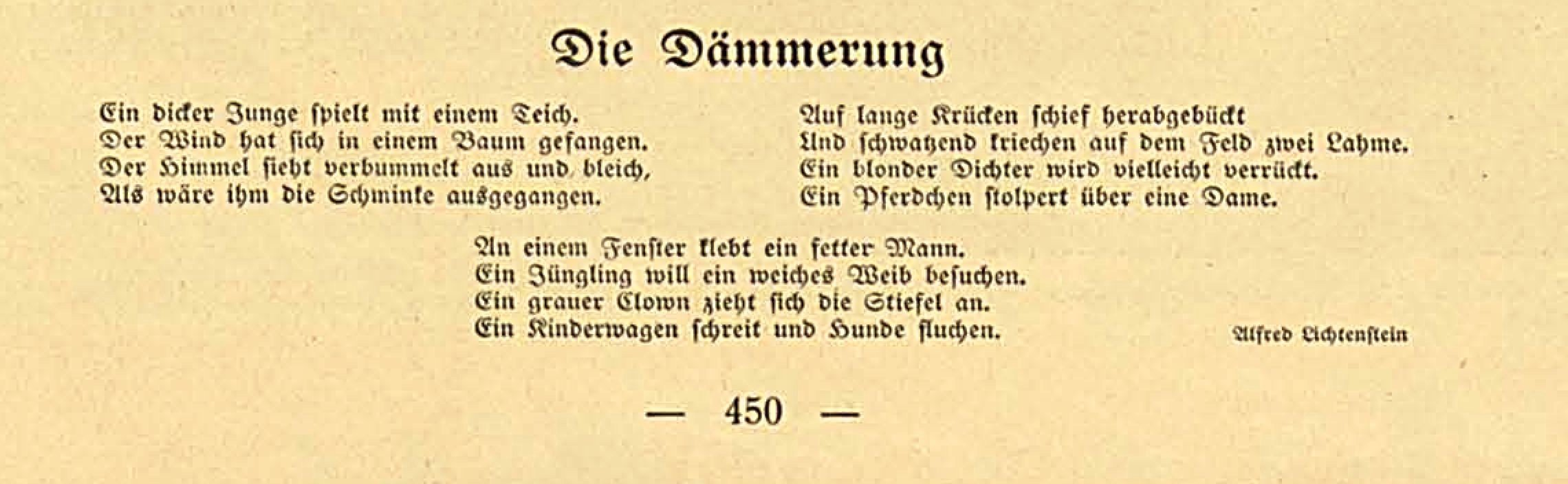
Lichtenstein, Alfred. Die Dämmerung.

Alfred Lichtenstein (23. srpna 1889, Berlín – 25. září 1914, Vermandovillers, Somme, Francie) byl německý expresionistický spisovatel, básník a také právník.

## Biografie
Narodil se v dobře situované židovské rodině jako nejstarší z pěti dětí v Berlíně (Wilmersdorf). Po úspěšném ukončení studia na gymnáziu, studoval na univerzitě právo. Roku 1914 úspěšně obhájil v oboru disertační práci na téma "Die rechtswidrige öffentliche Aufführung von Bühnenwerken".
Padl roku 1914 na západní frontě během první světové války.